# نادي عمان للسيدات
نادي عمان للسيدات هو نادي كرة قدم نسائي أردني مقره في عمان، الأردن. ويتنافس حاليًا في الدوري الأردني للسيدات للمحترفين، وهو أعلى مستوى في كرة القدم الأردنية.

## تاريخه
تم الإعلان رسميا عن نادي سيدات عمان لكرة القدم في 9 مايو 2015، خلال حفل أقيم برعاية أمين عمان عقل بلتاجي. وحضر الحفل شخصيات بارزة، من بينهم رئيس الوزراء الأسبق طاهر المصري، الذي رعى الحفل. وأكد أمين عمان البلتاجي على دور النادي في تعزيز وتنمية الرياضة الأردنية خاصة لدى الشباب الذين يعتبرون عنصر أساسي في تقدم المجتمع. وأكد غسان نقل رئيس النادي الالتزام بتعزيز الانضباط والعمل الجماعي بين الرياضيين الشباب، مع توفر برامج للفئات العمرية من 7 إلى 17 عام، بالإضافة إلى فريق خاص للفتيات. ويهدف النادي إلى تعزيز الروابط المجتمعية والنهوض بقطاع الشباب في الأردن.
يشتهر نادي عمان لكرة القدم ببرامجه الناجحة للشباب وكرة القدم النسائية، بالإضافة إلى فريقه الناشئ للرجال.
خلال موسم دوري الدرجة الأولى للسيدات الأردني 2022، اشتهر نادي عمان لكرة القدم بالحفاظ على تقدم كبير، بعد فوز حاسم 13-1 على نادي شباب بشرى وحصوله على 24 نقطة بحلول الجولة التاسعة من الموسم.

## مشاركات خارجية
شارك نادي عمان لكرة القدم في بطولة الأندية الأردنية السعودية للسيدات 2023، ممثلاً لمختلف الفرق الأردنية في تلك البطولة.  وأكد مدرب الفريق حسام أبو رياش، أن الفريق جاهز لمواجهة الهلال. وبعد أن أنهوا مجموعتهم في المركز الثاني، تمكنوا في النهاية من هزيمة النصر 4-0 ليصلوا إلى المباراة النهائية، حيث خسروا 2-1 أمام نادي الاتحاد. وفي وقت لاحق، أنهى نادي عمان لكرة القدم دوري المحترفين للسيدات الأردني 2023 في المركز الثالث.
وكجزء من مبادرة الشراكة الاستراتيجية لشركة زين الأردن، قامت شركة الاتصالات برعاية نادي عمان لكرة القدم منذ عام 2023. وواصل النادي اكتساب مكانة منذ الموسم الماضي، حيث احتل المركز الثاني في دوري المحترفين للسيدات الأردنيات لعام 2024.

## الفريق الحالي
آخر تحديث 18 September 2024. 
ملاحظة: تشير الأعلام إلى المنتخب الوطني على النحو المحدد في قواعد الأهلية للفيفا. قد يحمل اللاعبون أكثر من جنسية واحدة غير تابعة للفيفا.
| الرقم | البلد  | المركز | اللاعب        |
| ----- | ------ | ------ | ------------- |
|       | الأردن | وسط    | أروى بطاينة   |
|       | الأردن | مهاجم  | بانا البيتار  |
|       | الأردن | مهاجم  | تالا البرغوثي |
|       | الأردن |        | جنى الصاوي    |
|       | غانا   | وسط    | جويس لاربي    |
|       | الأردن |        | راما الخاشوك  |
|       | الأردن |        | راما عواد     |
|       | الأردن | مهاجم  | رزان الزاغة   |
|       | الأردن | مدافع  | رند أبوحسين   |

| الرقم | البلد  | المركز | اللاعب          |
| ----- | ------ | ------ | --------------- |
|       | الأردن |        | سيلين سيف       |
|       | الأردن |        | كريستينا جوعانة |
|       | غانا   |        | كونستانس أشيا   |
|       | الأردن |        | ليان عجارمة     |
|       | الأردن |        | ماسا زيادة      |
|       | الأردن |        | مرح عباس        |
|       | الأردن |        | منى الصاحب      |
|       | الأردن |        | نهلة عبدالهادي  |
|       | الأردن | مدافع  | هيا خليل        |

## روابط خارجية
- الأردن - نادي عمان لكرة القدم - سوكر واي
- كووورة.كوم - نادي عمان لكرة القدم
- jfa.jo - نادي عمان لكرة القدم